# 34. pehotna divizija (Avstro-Ogrska)
34. pehotna divizija (izvirno nemško 34. Infanterie-Division oz. nemško 34. Infanterietruppendivision) je bila pehotna divizija avstro-ogrske kopenske vojske, ki je bila aktivna med prvo svetovno vojno.

## Zgodovina
Divizija je sodelovana v bojih na soški fronti.

## Organizacija
Maj 1941
- 67. pehotna brigada
- 68. pehotna brigada
- 20. poljskotopniški polk
- 21. poljskotopniški polk
- 7. težkohavbični divizion

## Poveljstvo
Poveljniki
- Joseph Krautwald von Annau: avgust 1914 - januar 1915
- Julius von Birkenhain: januar - september 1915
- Rudolf Krauss: september 1915 - oktober 1916
- Franz Škvor: oktober 1916 - junij 1917
- Eugen von Luxardo: junij 1917 - november 1918